# Samut Sakhon (Provinz)
Samut Sakhon (thailändisch สมุทรสาคร) ist eine Provinz (Changwat) in der Zentral-Region von Thailand. Sie liegt an der nördlichen Küste des Golfs von Thailand, unmittelbar südwestlich der Hauptstadt Bangkok, zu deren Metropolregion sie gehört. Samut Sakhon ist eine der am dichtesten besiedelten und eine der wirtschaftsstärksten Provinzen Thailands. Die Hauptstadt der Provinz heißt ebenfalls Samut Sakhon.

## Geographie
Samut Sakhon liegt an der Mündung des Mae Nam Tha Chin (Tha-Chin-Fluss) in den Golf von Thailand. Es ist nur etwa 28 Kilometer von der Hauptstadt Bangkok entfernt.
| Angrenzende Provinzen und Gebiete: | Angrenzende Provinzen und Gebiete: |
| ---------------------------------- | ---------------------------------- |
| Norden                             | Nakhon Pathom                      |
| Osten                              | Bangkok                            |
| Süden                              | Küste zum Golf von Thailand        |
| Westen                             | Samut Songkhram und Ratchaburi     |

### Klima
Das Klima ist tropisch-monsunal. Die Anzahl der jährlichen Regentage liegt bei 101 mit einer jährlichen Niederschlagsmenge von etwa 1064 mm³.

## Wirtschaft und Bedeutung
Traditionelles Haupterzeugnis ist Meersalz, das in ausgedehnten Feldern an der Küste gewonnen wird. Aber auch der Fischfang und die Nähe zur Hauptstadt tragen zum relativen Wohlstand der Einwohner bei.
Im Jahr 2011 betrug das „Gross Provincial Product“ (Bruttoinlandsprodukt) der Provinz 315,381 Milliarden Baht, der fünfthöchste Wert unter Thailands Provinzen. Das entspricht einem Bruttosozialprodukt pro Kopf von 541.155 Baht (17.639 US-Dollar), der zweithöchste Wert einer thailändischen Provinz, noch vor der Hauptstadt Bangkok, und mehr als dreimal so hoch wie der landesweite Durchschnitt.

### Daten
Die unten stehende Tabelle zeigt den Anteil der Wirtschaftszweige am Gross Provincial Product in Prozent:
| Wirtschaftszweig                 | 2006 | 2007 | 2008 | 2009 |
| -------------------------------- | ---- | ---- | ---- | ---- |
| Landwirtschaft (inkl. Fischerei) | 03,9 | 03,6 | 03,6 | 03,9 |
| Industrie                        | 87,2 | 87,9 | 87,7 | 87,4 |
| Andere                           | 08,9 | 08,5 | 08,7 | 08,7 |

Die mit großem Abstand am stärksten zur Wirtschaftsleistung der Provinz beitragende Branche war 2011 das verarbeitende Gewerbe mit 223,938 Mrd. Baht. Es folgten der Groß- und Einzelhandel mit 37,165 Mrd. Baht und die Fischerei mit 13,850 Mrd. Baht.

### Landnutzung
Für die Provinz ist die folgende Landnutzung dokumentiert:
- Waldfläche: 23.803 Rai (38,1 km²), 4,4 % der Gesamtfläche
- Landwirtschaftlich genutzte Fläche: 143.861 Rai (230,2 km²), 26,4 % der Gesamtfläche
- Nicht klassifizierte Fläche: 377.553 Rai (604,1 km²), 69,2 % der Gesamtfläche

## Bevölkerung
Gemäß der Daten der Volkszählung von 2000 waren 99 % der Einwohner thailändische Staatsbürger. 98,9 % waren Buddhisten, 0,3 % Muslime und 0,2 % Christen. 0,6 % gaben Birmanisch oder Mon als Erstsprache an. 41,3 % der Bewohner waren nicht in Samut Sakhon geboren, sondern aus einer anderen Provinz zugezogen.

## Verkehr
Durch die Provinz Samut Sakhon führt die mehrspurig und mit getrennten Fahrbahnen ausgebaute Thanon Phra Ram 2 (Rama-II.-Straße, Nationalstraße 35), eine der Hauptausfallstraßen Bangkoks. Sie führt weiter nach Westen in die Nachbarprovinz Samut Songkhram, bevor sie in die Thanon Phetkasem (Nationalstraße 4) mündet, die weiter nach Südthailand führt.
Samut Sakhon ist bislang an keines der öffentlichen Massenverkehrssysteme der Metropole Bangkok angeschlossen. In weiterer Zukunft (bis 2029) ist die Erschließung durch Nahverkehrszüge der „dunkelroten Linie“ der Thailändischen Staatseisenbahn (SRT) geplant.

## Geschichte
Samut Sakhon hieß früher Tha Chin (Thai: ท่าจีน – gesprochen: [tâː t͡ɕiːn]), also „Chinesenhafen“. Dies deutet wohl auf die Tatsache hin, dass man hier mit chinesischen Händlern auf ihren Dschunken Handel trieb. Chinesen kamen von ihrer Heimat auf dem Weg nach Indien, den Nahen Osten bis nach Europa in den Golf von Siam, um einen Zwischenstopp einzulegen.
1548 wurde unter König Maha Chakrapat eine neue Stadt namens Sakhon Buri gegründet, um als Sammelplatz für die in der Umgegend ausgehobenen Truppen zu dienen.
Der als grausam bekannte König Phrachao Suea („Tiger-König“) machte 1704 eine Besichtigungstour auf der königlichen Barke durch mehrere Provinzen. Sein Lieblingssteuermann Norasing musste so auch durch den kurvenreichen Kanal (Khlong) Kok, wo er sich jedoch versteuerte und an einem über das Ufer hängenden Baum aneckte. Nach den Palastgesetzen hatte er damit sein Leben verwirkt. Der König wollte seinen Liebling begnadigen, jedoch bestand Norasing auf der Vollstreckung der Strafe, um den Palastgesetzen zu genügen. König Sua ließ daraufhin einen Schrein errichten und den neuen Khlong Mahachai graben, der in gerader Linie verlief. Sakhon Buri wurde 1704 nach dem neu gegrabenen Kanal in Mahachai umbenannt.
Während der Regierung von König Rama I. (reg. 1782–1809) führte man ein umfassendes Steuersystem ein, unter anderem auch für Alkohol. Samut Sakhon wurde dabei zusammen Suphan Buri und Nakhon Chaisi. verwaltet.
Im April 1842 gab es Probleme zwischen drei Gruppen von Chinesen, die Geheimgesellschaften gebildet hatten und jeweils etwa 1.000 Männer umfassten. Die Anführer dieser Gruppen hießen Khim, Ia und Phiao (Piaw). Die siamesische Regierung sandte unter den Kommando Phra Sombat Wanit Soldaten, um die Anführer zu verhaften. Tatsächlich konnten zunächst Khim und Phiao in den Kerker geworfen werden, doch konnte Ia fliehen. Er raubte anschließend zusammen mit seinen Leuten die Häuser der Gegend um Samut Sakhon und Nakhon Pathom aus. Sie konnten erst nach einer großen Polizeiaktion überwältigt werden.
Ein weiterer chinesischstämmiger Phiaw (Piao) wurde Anführer einer Räuberbande, nachdem der Phra Khlang von Bangkok aus eine Konfiszierung allen Opiums in Samut Sakhon angeordnet hatte. Dazu ging Chamuen Thiphasena mit einem Trupp Soldaten unter anderem zu Piao, der früher ein Leibeigener gewesen war und den er bereits vorher mehrmals um das Opium gebracht hatte. Piao trat daraufhin in eine chinesische Geheimgesellschaft (Triade) ein und wurde einer der Anführer, so dass er den Kampf mit Chamuen Thiphasena aufnehmen konnte. Dieser floh daraufhin nach Bangkok, wo alsbald ein größerer Verband unter Phraya Mahathep nach Samut Sakhon entsandt wurde. Etwa 500 bis 600 Mann erreichten die Stadt am 16. März 1848 auf dem Wasserweg, doch konnten sie wegen des Niedrigwassers nicht landen und wurden von den Räubern beschossen. Phraya Mahathep erhielt dabei einen Bauchschuss, und die Gesellschaft kehrte nach Bangkok zurück. Bereits am 18. März brach der Phra Khlang mit den verstärkten Truppen auf, um Sakhon Buri einzunehmen und die Bande zu bekämpfen. Piao wandte sich daraufhin nach Ratchaburi, um englisches Gebiet im Süden zu erreichen. Sie wurden von den dortigen Kambodschanern und Laoten gestellt, etwa 300 Räuber starben. Ihre Leichen wurden zerstückelt in den Fluss geworfen. Piao und einige andere wurden gefangen und nach Bangkok geschafft. Anfang April starb Phraya Mahathep an seinen Wunden.
König Mongkut (Rama IV.) gab dann der Stadt ihren heutigen offiziellen Namen, doch benutzen die Einwohner häufig noch den alten Namen Mahachai. Später war die Provinz nochmals Teil von Thonburi, ehe sie 1946 wieder in den Status einer eigenständigen Provinz erhoben wurde.

## Sehenswürdigkeiten
- Wat Yai Chom Prasat (วัดใหญ่จอมปราสาท) – etwa 400 Jahre alte buddhistische Tempelanlage (Wat) im Amphoe Mueang. Er wurde am 27. September 1936 vom Fine Arts Department als „Nationales Monument“ registriert.
- Wat Suthiwat Wararam (วัดสุทธิวาตวราราม) auch Wat Chong Lom (วัดช่องลม) – buddhistischer Tempel mit einer Statue von König Chulalongkorn (Rama V.), der während seiner Thesaphiban-Verwaltungsreform die Einrichtung des ersten Sanitär-Distrikts mit einem Besuch dieses Tempels feierte. Hier im Tempel sind heute Reliquien berühmter thailändischer Meditationsmeister zu sehen, darunter die von Luang Phu Waen.
- Phanthai Norasing Schrein – ein Schrein zu Ehren des unglücklichen Steuermanns, der sein Leben verlor, weil er am Ufer aneckte; der Schrein steht heute am Khlong Mahachai, nachdem der Khlong Kok, wo das Unglück passierte, zu seicht geworden ist.
- Festung Wichian Chodok – erbaut unter König Phra Nang Klao (Rama III.), heute sind noch Ruinen zu sehen.

## Wappen
Das Wappen der Provinz Samut Sakhon zeigt eine chinesische Dschunke mit einem rauchenden Schlot vor einer Küstenlinie.
Lokaler Baum ist der Alstonia scholaris.
Der Wahlspruch der Provinz Samut Sakhon lautet:
Die Stadt der Fischerei,

Voller Gewerbe aller Art,

Die Provinz der Landwirtschaft,

Historische Orte liegen hier für immer.

## Verwaltung

### Provinzverwaltung
Die Provinz ist in drei Landkreise (Amphoe) unterteilt. Diese sind weiter in 40 Gemeinden (Tambon) und 288 Dörfer (Muban) unterteilt.
| \| Nr. \| Amphoe \| Thai \| \| --- \| -------------------------- \| ----------------- \| \| 1. \| Amphoe Mueang Samut Sakhon \| อำเภอเมืองสมุทรสาคร \| \| 2. \| Amphoe Krathum Baen \| อำเภอกระทุ่มแบน \| \| 3. \| Amphoe Ban Phaeo \| อำเภอบ้านแพ้ว \| |                            |                   |
| Nr. | Amphoe                     | Thai              |
| 1. | Amphoe Mueang Samut Sakhon | อำเภอเมืองสมุทรสาคร |
| 2. | Amphoe Krathum Baen        | อำเภอกระทุ่มแบน     |
| 3. | Amphoe Ban Phaeo           | อำเภอบ้านแพ้ว       |

| Nr. | Amphoe                     | Thai              |
| --- | -------------------------- | ----------------- |
| 1.  | Amphoe Mueang Samut Sakhon | อำเภอเมืองสมุทรสาคร |
| 2.  | Amphoe Krathum Baen        | อำเภอกระทุ่มแบน     |
| 3.  | Amphoe Ban Phaeo           | อำเภอบ้านแพ้ว       |

### Lokalverwaltung
Für das ganze Gebiet der Provinz besteht eine Provinz-Verwaltungsorganisation (องค์การบริหารส่วนจังหวัด, kurz อบจ., Ongkan Borihan suan Changwat; englisch Provincial Administrative Organization, PAO).
In der Provinz gibt es neben zwei Thesaban Nakhon (เทศบาลนคร – Großstädte) Samut Sakhon (เทศบาลนครสมุทรสาคร) und Om Noi (เทศบาลนครอ้อมน้อย) eine Thesaban Mueang (เทศบาลเมือง – Stadt) und neun Thesaban Tambon (เทศบาลตำบล – Kleinstädte).